# Daybreak Chronicles
Daybreak Chronicles är Purusams andra och sista studioalbum, utgivet av Desperate Fight Records 1997.

## Låtlista[1]
Skivan är uppdelad i tre kapitel: "The Way of the Hero", "The Great Conquer" och "The Final Fantasy".
The Way of the Hero
1. "Opening Theme/The Way of the Hero" - 1:10
2. "Leave and Forget" - 4:41
3. "The Realm of Time" - 4:00
4. "One Art" - 5:13

The Great Conquer
1. "The Great Conquer" - 0:57
2. "Doom" - 3:15
3. "Atma" - 4:00
4. "Dragonfire" - 3:12

The Final Fantasy
1. "The Final Fantasy" - 2:04
2. "Starlit" - 4:33
3. "A New Season" - 6:23
4. "Hourglass" - 5:46

## Personal[1]
- Anna-Lena Andersson - bas, sång
- Anna-Maria Milione - cello
- Fredrik Holmstedt - trummor, keyboards, slagverk, producent
- Jenny Wahlberg - flöjt
- Johnny Johansson - akustisk gitarr, gitarr, piano
- Kjell Nästén - mixning
- Linda Andersson - fiol
- Martin Willför - fiol
- Mattias Lindmark - gitarr
- Pelle Henricsson - mastering
- Rolf Carlbon - fotografi
- Sara Karlsson - flöjt
- Tobias Willig - sång, piano